# Francis Leroi
Pour les articles homonymes, voir Leroi.
Francis Leroi, né le 5 septembre 1942 à Paris et mort le 21 mars 2002 à l’île Maurice, est un réalisateur français connu pour avoir été l’un des pionniers du cinéma pornographique des années 1970.

## Biographie
Il fait ses études au lycée Henri-IV à Paris et réalise, dès cette époque, ses premiers films tournés en 8 mm, notamment une adaptation du Grand Meaulnes. Il passe ensuite sa licence de philosophie et écrit une thèse sur Sade qui lui est refusée par la Sorbonne.
Dans les années 1960, il fréquente les auteurs de la Nouvelle Vague, devient l’assistant de Claude Chabrol sur le tournage de Landru en 1962 et réalise plusieurs courts métrages, dont l’un sur le tournage d’Alphaville de Jean-Luc Godard.
De 1964 à 1965, il tient une rubrique théâtrale dans le journal Combat. En 1965, il met en scène dans un café théâtre parisien l’une de ses pièces, Les Minets chéris, qui deviendra en 1966 son premier long métrage, le psychédélique Pop Game, dans lequel il mêle dénonciations politiques et scènes érotiques. Il se lance ensuite dans le cinéma de genre avec des films tels que La Michetonneuse en 1970, coécrit avec le journaliste de radio (Europe n°1) François Jouffa, ou Les Tentations de Marianne en 1972, coécrit avec Patrick Rambaud, Prix Goncourt 1997 et Grand prix du roman de l'Académie française pour La Bataille (Grasset).
En 1973, il produit avec Warner Bros. le film La Bonzesse, réalisé à Paris et au Sri Lanka par François Jouffa avec Sylvie Meyer et Bernard Verley, qui sera interdit pendant un an par la censure. En 1975, il produit un film pornographique, Le Sexe qui parle, de Frédéric Lansac. Passant ensuite derrière la caméra, il tourne de 1977 à 1980 une vingtaine de films (certains sous le pseudonyme de Jim Clark), parmi lesquels : Jeux de langue (1977), Je suis à prendre (1977) avec Brigitte Lahaie, Dodo petites filles au bordel (1980) avec Cathy Stewart et Julia Perrin.
Il s’essaie également au fantastique avec Le Démon dans l’île, avec Jean-Claude Brialy et Anny Duperey. En 1984, Il revient à l’érotisme soft avec Emmanuelle 4 : le film, qui sort dix ans après le succès international du premier opus de la série, est attendu. Leroi met en scène le passage du rôle de Sylvia Kristel à Mia Nygren et obtient le succès et de substantiels revenus.
En 1990, c'est à Moscou qu'il coréalise avec François Jouffa le docu-fiction Sex & Perestroika, tourné en pirate, qui présente l'évolution des mœurs en Europe de l'Est après la chute du mur de Berlin. Il revient au cinéma pornographique dans les années 1990 avec Rêves de cuir, avec Zara Whites, et Rêves de cuir 2, avec Tabatha Cash, qui battent des records de ventes en cassettes VHS. En 2001, il tourne encore Regarde-moi avec Titof et Ovidie et son making-off, Focus, qu’il diffuse sur son site internet. Il meurt à l'Île Maurice, où il donnait des cours de cinéma, des suites d’un cancer peu après la sortie de ce dernier film.
Réputé être l’intellectuel du cinéma pornographique, Francis Leroi aura apporté avec sa sensibilité désabusée une certaine respectabilité à ce genre controversé.

## Filmographie

### Comme réalisateur

#### Films classiques
- 1966 : Pop Game (également directeur de la photographie)
- 1968 : La Poupée rouge
- 1969 : Ciné-Girl
- 1972 : La Michetonneuse
- 1982 : Le Démon dans l’île

#### Films érotiques et pornographiques
- 1972 : Les Tentations de Marianne (soft) avec Rosa Fumetto, Bob Asklöf, Katia Tchenko
- 1974 : Maghella (n'aurait jamais vu le jour)
- 1974 : La Bonzesse de François Jouffa
- 1977 : Jeux de langue (soft)
- 1976 : Les Plaisirs solitaires avec Maryline Guillaume et Dominique Aveline
- 1977 : Fella avec Thierry de Brem, Nadine Pascal
- 1977 : Lèche-moi partout avec Jean-Pierre Armand, Dominique Aveline
- 1978 : Je suis à prendre avec Jean-Pierre Armand, Brigitte Lahaie, Gérard Grégory
- 1978 : Les Petites Filles avec Gérard Grégory
- 1978 : Les Jours et les nuits d'Eva Blue avec Agnès Lemercier, Piotr Stanislas, Hervé Amalou
- 1978 : La Servante perverse
- 1978 : Jouissance perverses
- 1978 : Cette salope d'Amanda avec Cathy Stewart, Dominique Irissou
- 1978 : Alice chez les satyres avec Céline Gallone, Dominique Irissou
- 1978 : La petite pensionnaire
- 1978 : L'infirmière n'a pas de culotte avec Jean-Pierre Armand, Dominique Aveline, Gérard Grégory
- 1979 : Désir sous les tropiques (soft)
- 1979 : Nuits très chaudes aux Caraïbes (soft)
- 1979 : Déculottez-vous Mesdemoiselles (sous le pseudonyme de J. Clack) avec Marilyn Jess, Jean-Pierre Armand
- 1980 : Petites filles au bordel avec Julia Perrin, Jean-Pierre Armand
- 1980 : La Pension des fesses nues (sous le pseudonyme de J. Clack) avec Guy Bérardant
- 1980 : Charlotte mouille sa culotte !
- 1980 : Le Secret des écolières sans culotte (sous le pseudonyme de J. Clack)
- 1981 : Ma mère me prostitue
- 1983 : Emmanuelle 4 (soft, version hard en vidéo)
- 1986: Bas noirs et cuirs vernis avec Piotr Stanislas
- 1990 : Sex et Perestroika, coauteur et coréalisateur : François Jouffa (soft)
- 1991 : Rêves de cuir avec Zara Whites et Deborah Wells
- 1993 : Rêves de cuir 2 avec Tabatha Cash et Deborah Wells
- 1993 : Le Secret d'Emmanuelle (téléfilm, soft)
- 1993 : Éternelle Emmanuelle (téléfilm, soft)
- 1993 : La Revanche d'Emmanuelle (téléfilm, soft)
- 1993 : Emmanuelle à Venise (téléfilm, soft) avec Sylvia Kristel et Marcela Walerstein
- 1993 : L'Amour d'Emmanuelle (téléfilm, soft) avec Sylvia Kristel et Marcela Walerstein
- 1993 : Le Parfum d'Emmanuelle (téléfilm, soft) avec Sylvia Kristel et Marcela Walerstein
- 1993 : Magique Emmanuelle (téléfilm, soft) avec Sylvia Kristel
- 1993 : Emmanuelle au 7e ciel (soft)
- 2001 : Focus (documentaire)
- 2001 : Regarde-moi avec Lisa Crawford, Ovidie, Titof

### Comme scénariste
- 1966 : Pop' Game
- 1975 : Emmanuelle 2 : l'antivierge
- 1982 : Le Démon dans l'île
- 1984 : Emmanuelle 4

### Comme producteur
- 1972 : Le Franc-tireur
- 1973 : La Bonzesse de François Jouffa (sortie en 1974, après un an d'interdiction)
- 1977 : Entrecuisses / Possessions
- 1977 : Triples introductions

## Distinctions
- 1983 : Suspense Award au festival d'Avoriaz pour Le Démon dans l'île
- 1984 : Fantasporto pour Le Démon dans l'île

## Publication
Francis Leroi, 70, années érotiques, La Musardine, coll. « Documents-références », mai 1999.

## Citation
« Derrière chaque censeur, il y a une partouze qui sommeille. »

— Rêves de cuir 2